# Bahnstrecke Praha-Hostivař–Praha-Malešice
| Streckenlänge: | 3,857 km             |                                            |                                            |
| Spurweite: | 1435 mm (Normalspur) |                                            |                                            |
| Streckenklasse: | D4                   |                                            |                                            |
| Stromsystem: | 3 kV =               |                                            |                                            |
| Streckengeschwindigkeit: | 80 km/h              |                                            |                                            |
| Zweigleisigkeit: | -                    |                                            |                                            |
| |                      |                                            |                                            |
| \| \| \| von České Velenice \| \| \| \| 0,012 \| Praha-Hostivař \| Praha-Hostivař \| \| \| \| nach Praha hlavní nádraží \| \| \| \| \| von (Praha-Vršovice–) Praha-Zahradní Město \| \| \| \| 3,869 \| Praha-Malešice \| Praha-Malešice \| \| \| \| nach Praha-Žižkov \| \| \| \| \| nach Praha-Běchovice \| \| \| \| \| nach Praha-Libeň \| \| \| \| \| \| \| \| Quellen: [1] \| \| \| \| |                      |                                            |                                            |
| Strecke |                      | von České Velenice                         | von České Velenice                         |
| Bahnhof | 0,012                | Praha-Hostivař                             | Praha-Hostivař                             |
| Abzweig geradeaus und nach links |                      | nach Praha hlavní nádraží                  | nach Praha hlavní nádraží                  |
| Abzweig geradeaus und von links |                      | von (Praha-Vršovice–) Praha-Zahradní Město | von (Praha-Vršovice–) Praha-Zahradní Město |
| Dienststation / Betriebs- oder Güterbahnhof | 3,869                | Praha-Malešice                             | Praha-Malešice                             |
| Abzweig geradeaus und ehemals nach links |                      | nach Praha-Žižkov                          | nach Praha-Žižkov                          |
| Abzweig geradeaus und nach rechts |                      | nach Praha-Běchovice                       | nach Praha-Běchovice                       |
| Strecke |                      | nach Praha-Libeň                           | nach Praha-Libeň                           |
| |                      |                                            |                                            |
| Quellen: |                      |                                            |                                            |

Die Bahnstrecke Praha-Hostivař–Praha-Malešice ist eine Eisenbahnverbindung in Tschechien. Sie zweigt in Praha-Hostivař von der Bahnstrecke Česká Třebová–Praha ab und führt im östlichen Prager Stadtgebiet nach Praha-Malešice, wo sie in die Bahnstrecke Praha-Běchovice–Praha-Vršovice einmündet.
Die Strecke Praha-Hostivař–Praha-Malešice ist im Eisenbahnnetz der Tschechischen Republik als gesamtstaatliche Bahn („celostátní dráha“) klassifiziert.

## Geschichte
Die Strecke wurde am 27. September 1941 für den Güterverkehr eröffnet.
Am 1. Januar 1993 ging die Strecke im Zuge der Dismembration der Tschechoslowakei an die neu gegründeten České dráhy (ČD) über. Seit 2003 gehört sie zum Netz des staatlichen Infrastrukturbetreibers Správa železniční dopravní cesty (SŽDC).
Seit 11. Dezember 2011 wird die Strecke auch planmäßig von Reisezügen befahren. Die Personenzüge der Linie S41 (Městská linka) von Roztoky u Prahy nach Praha-Libeň werden seitdem jeweils an Samstagen und Sonntagen stündlich bis Praha-Hostivař durchgebunden.